# Normandie-Njemen

Geschwaderwappen

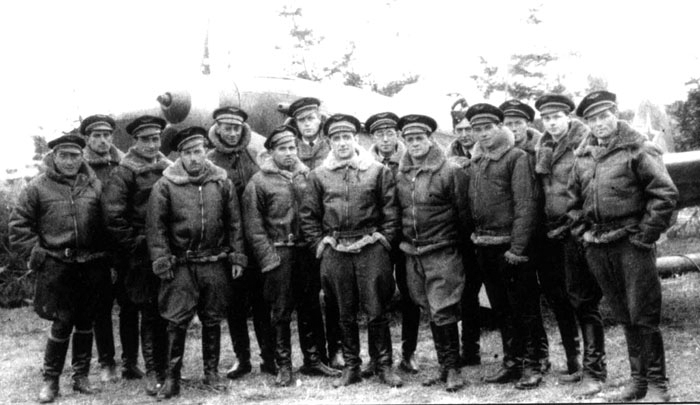
Angehörige von Normandie-Njemen (1942)

Normandie-Njemen (russisch Нормандия-Неман) ist der Geschwadername eines französischen Jägergeschwaders, das im Zweiten Weltkrieg auf Seiten der Roten Armee der Sowjetunion gegen die Achsenmächte kämpfte. Ein zwischenzeitlich aufgelöstes, aber 2012 neu aufgestelltes und mit Dassault Rafale F3 ausgerüstetes Geschwader mit Jagdflugzeugen der Armée de l’air trägt bis heute diesen Traditionsnamen.

## Geschichte
Die Einheit wurde aufgrund einer im März 1942 getroffenen Vereinbarung zwischen der sowjetischen Regierung und der Regierung des Freien Frankreichs unter Führung von Charles de Gaulle aus dem Personal der 1942 in Syrien aufgestellten Fliegerstaffel Normandie gebildet. Am 25. November wurden die ersten 15 französischen Piloten und 40 Mechaniker mit Transportflugzeugen von Teheran aus in die Sowjetunion geflogen. Ab dem 2. Dezember wurde die Gruppe in Iwanowo mit der Handhabung des sowjetischen Jagdflugzeuges Jak-1 vertraut gemacht. Später erhielt „Normandie“ die moderneren Muster Jak-9 und Jak-3. Am 8. Dezember wurde die Fliegerstaffel, mit 17 sowjetischen Technikern vervollständigt, als Teil des 18. Gardefliegerregiments offiziell in die Rote Armee eingegliedert. Kommandant wurde Major Jean Louis Tulasne. Eingesetzt wurde die inzwischen auf Geschwaderstärke angewachsene Einheit erstmals am 22. März 1943 als Teil der 303. Jagdfliegerdivision der 1. Luftarmee, zu ersten Luftkämpfen mit deutschen Flugzeugen kam es am 16. April bei Moschaisk. Durch Aufstockung der Mannschaften durch neuankommende Franzosen konnte aus der Einheit am 5. Juli 1943 das 1. Jagdfliegerregiment gebildet werden. Das technische Personal wurde vollständig durch sowjetische Mechaniker ersetzt. Die französischen Techniker wurden entweder ausgeflogen oder ließen sich zu Piloten umschulen. Am 17. Juli 1943 wurde Major Pierre Pouyade an Stelle des am selben Tag gefallenen Jean Tulasne neuer Kommandeur. Sein Nachfolger wurde am 25. Oktober 1944 Major Louis Delfino.

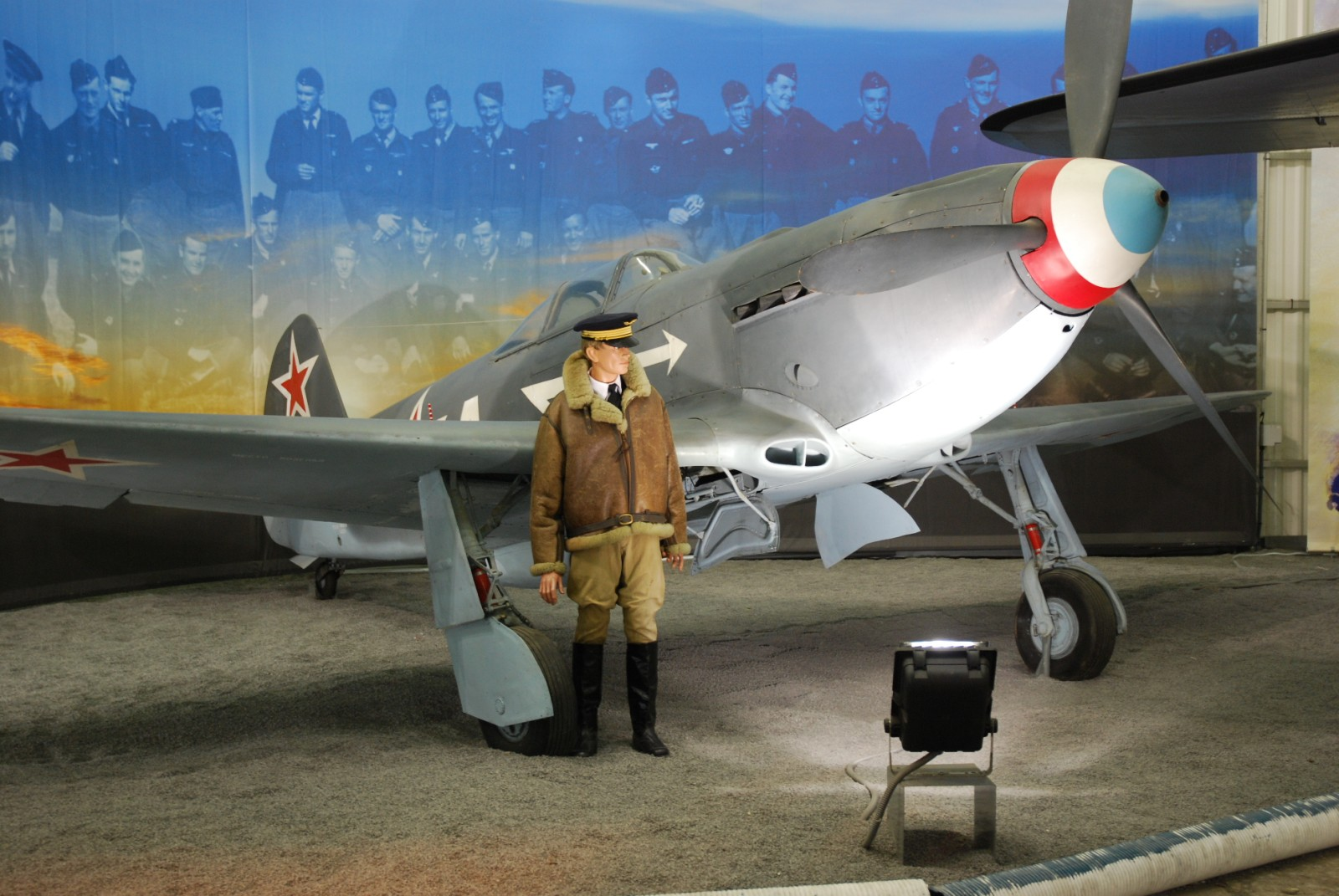
Eine Jak-3 des Regiments

1944 wurde das Geschwader mit leistungsstärkeren Jak-9-Jägern ausgerüstet und nahm im Sommer an der Operation Bagration teil. Nach einem Vergleichsfliegen für ein Nachfolgemuster mit Supermarine Spitfire und US-amerikanischen Jagdflugzeugen entschied sich das Regiment Normandie für die sowjetische Jak-3, die es im Oktober erhielt. Am 28. November 1944 wurde der Einheit nach den schweren Kämpfen am Fluss Njemen (nicht weit vom Flughafen Alytus entfernt) der Ehrentitel Normandie-Njemen verliehen. Insgesamt flog das Geschwader bis zur deutschen Kapitulation am 9. Mai 1945 5062 Einsätze und zerstörte bei 869 Luftkämpfen 273 gegnerische Flugzeuge. 42 der insgesamt 96 französischen Piloten kamen bei den Kämpfen ums Leben, 79 erhielten hohe sowjetische Auszeichnungen, vier davon (Marcel Albert, Jacques André, Roland de la Poype und Marcel Lefevre) den Titel Held der Sowjetunion. Bei Beendigung der Kämpfe bestand das Fliegerregiment aus den drei Staffeln „Rouen“, „Le Havre“ und „Cherbourg“.
Am 19. Februar 1945 erhielt das Regiment den Rotbannerorden, am 5. Juni den Alexander-Newski-Orden. Nach Kriegsende wurde Normandie-Njemen am 12. Mai 1945 kurzzeitig nach Elbing und am 1. Juni nach Moskau verlegt. Am 11. Juni begann die Rückkehr nach Frankreich und am 20. Juni 1945 trafen die verbliebenen 41 Piloten mit ihren Jak-3-Flugzeugen in Le Bourget (Paris) ein. Eines der Flugzeuge kann im Musée de l'Air et de l'Espace besichtigt werden.
Veteranen der Einheit nahmen als Gäste an den Feiern zum 65. Jahrestag des Sieges im Großen Vaterländischen Krieg am 9. Mai 2010 auf dem Roten Platz in Moskau teil. Dem ehemaligen Geschwaderkommandeur Pierre Pouyade wurde 1977 der internationale Lenin-Friedenspreis verliehen.

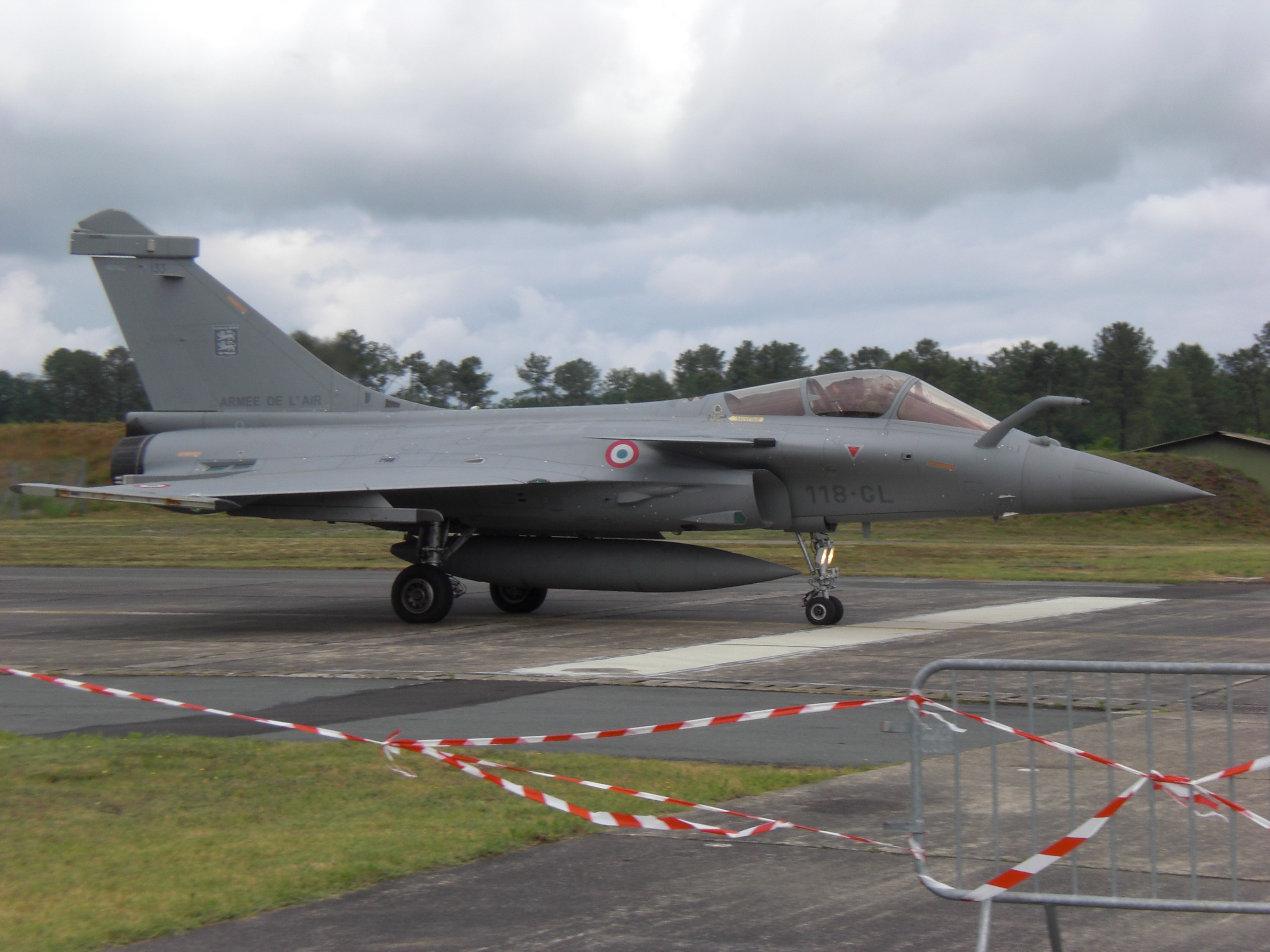
Rafale F3, RC 2/30 „Normandie-Niemen“, 2012

Der Verband wurde 2012 unter seinem Traditionsnamen als Régiment de chasse 2/30 (RC 2/30) wieder aufgestellt und ist auf der Basis in Mont-de-Marsan stationiert. Auch die Bezeichnung „Régiment“ stammt aus der sowjetischen Zeit, normalerweise werden die fliegenden Staffeln der Armée de l’air als „Escadron“ bezeichnet.

## Film
In Anlehnung an die historischen Fakten entstand der im Jahre 1959 produzierte sowjetische Spielfilm Normandie-Njemen. Die von der DEFA Deutsch synchronisierte Fassung wurde ab dem 24. Januar 1961 in der DDR aufgeführt.